# Gustavo Lebon Régis
Gustavo Lebon Régis (Araquari, 18 de fevereiro de 1874 – Rio de Janeiro, 19 de abril de 1930) foi um militar e político brasileiro.
Obteve a patente de coronel.
Descendente materno de belgas e franceses, foi deputado à Assembleia Legislativa de Santa Catarina na 4ª legislatura (1901 — 1903), como suplente convocado, na 5ª legislatura (1904 — 1906), na 6ª legislatura (1907 — 1909), na 7ª legislatura (1910 — 1912), e na 8ª legislatura (1913 — 1915). Presidiu a Assembleia Legislativa em 1912.
Foi deputado federal de 1915 a 1917.
Representou Santa Catarina na comissão demarcadora de limites com o estado do Paraná após a Guerra do Contestado.
Atuou como fiscal das obras de construção da Ponte Hercílio Luz.